# گوست هاند
گوست هاند (به ژاپنی: 神霊狩 ,Gōsuto Haundo) یک مجموعه تلویزیونی انیمه ژاپنی نوشته ماسامونه شیرو (خالق سری شبح درون پوسته) که توسط استودیو پروداکشن آی. جی ساخته شده است. این مجموعه به تعداد ۲۲ قسمت از ۱۸ اکتبر ۲۰۰۷ تا ۳ آوریل ۲۰۰۸ در شبکه WOWOW پخش شد. نسخه مانگای این سری نیز به طراحی کاناتا آساهی، توسط انتشارات مگ گاردن از ۳۰ مارس ۲۰۰۷ در ماهنامه کمیک بلید منتشر می‌شد.